# Reis (Gattung)
Reis (Oryza) ist eine Pflanzengattung aus der Tribus Oryzeae in der Unterfamilie Ehrhartoideae, aus der Familie der Süßgräser (Poaceae) mit 19 Arten. Sie ist weltweit in warmen Zonen verbreitet.
Große Bedeutung zur Erzeugung des Lebensmittels Reis hat vor allem die Reisart Oryza sativa. In Westafrika wird noch eine andere Spezies angebaut: Oryza glaberrima, eine in Afrika heimische Art.
Zur gleichen Tribus gehört auch der Wasserreis (Wildreis), der jedoch einer anderen Gattung, nämlich Zizania, angehört.

## Merkmale
Die Pflanzen wachsen einjährig oder ausdauernd, die Halme stehen aufrecht oder aufwärts wachsend in Büscheln oder aus kurzen Rhizomen. Die breit-linearen, flachen Blattspreiten wachsen vor allem am oberen Teil des Halmes, die häutige Ligula wächst gelegentlich verlängert.
Der Blütenstand ist eine sich aus zahlreichen Ährchen zusammensetzende, oftmals nickende Rispe mit kurzen Blütenstielen, die im unteren Bereich entweder nicht bzw. nur schwach verzweigt oder in Wirteln angeordnet ist. Die Ährchen weisen nur verkümmerte Hüllspelzen auf und bestehen aus drei Blütchen, von denen die unteren beiden steril sind und nur aus je einer schmalen Deckspelze nahe der Basis der fertilen Blüte bestehen. Diese ist seitlich stark abgeflacht und sitzt in der Achsel einer bootsförmigen, gekielten und auffällig fünfadrigen Deckspelze, die meist ledrig und papillös, manchmal zugespitzt ist und bei manchen Arten eine lange, gerade Granne trägt. Die Vorspelze ist der Deckspelze ähnlich aber schmaler, dreiadrig und läuft schnabelartig zu. Es sind sechs Staubgefäße in zwei Kreisen vorhanden.
Die Frucht ist eine Karyopse, deren Form zwischen den Arten stark variiert. Das Ährchen wird oberhalb der Hüllspelzen, die als gelappter Saum stehen bleiben, nach der Samenreife abgeworfen, außer bei den kultivierten Sorten, wo es an der Pflanze stehen bleibt.
Die Chromosomenzahl beträgt x=12.

## Taxonomie und Systematik
Die Gattung Oryza wurde 1753 von Carl von Linné in Species Plantarum Band 1, Seite 333 erstbeschrieben. Die Arten der Gattung sind in den warmen Bereichen Afrikas, Asiens, Australiens sowie Mittel- und Südamerikas heimisch.

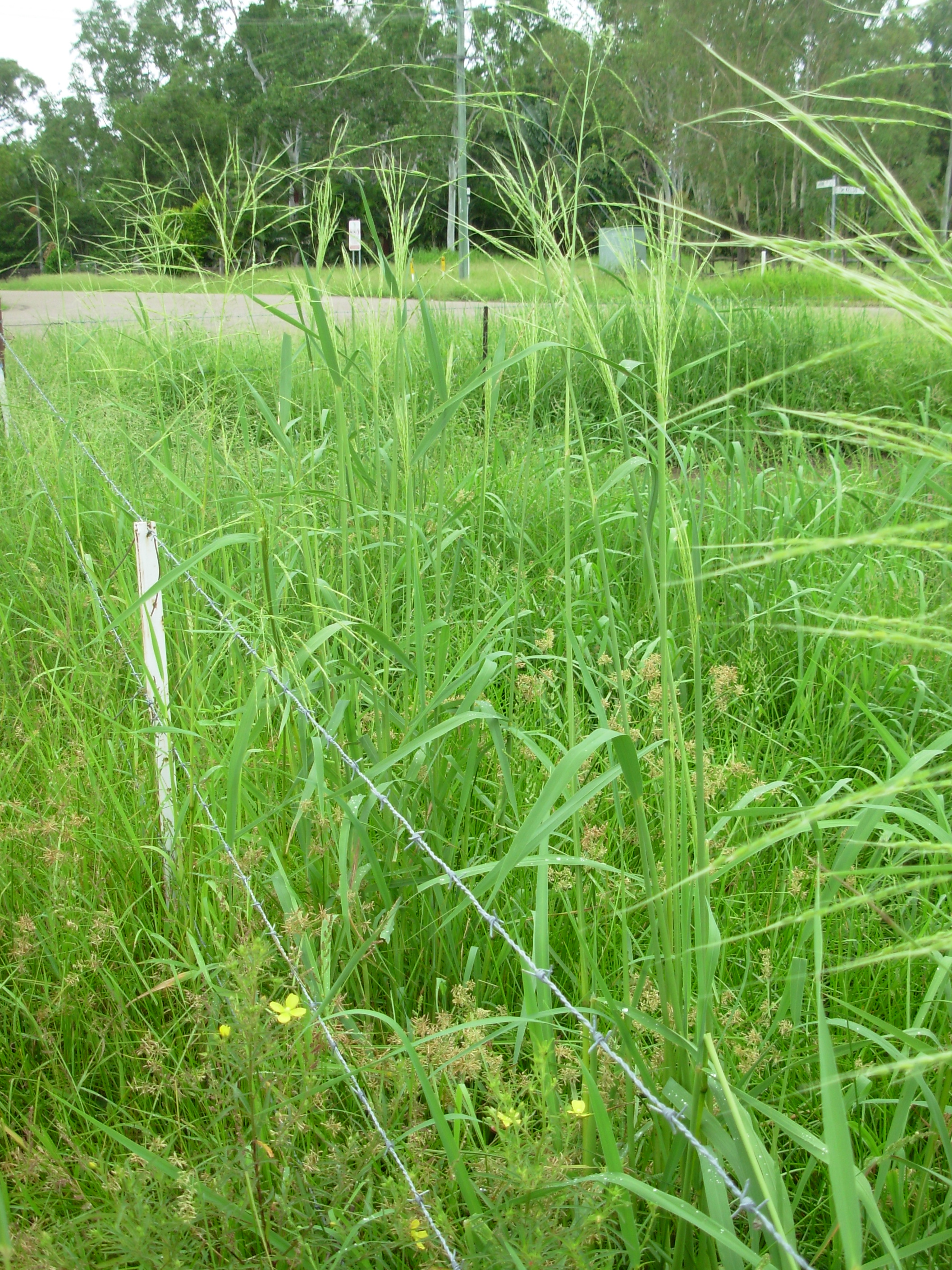
Oryza australiensis

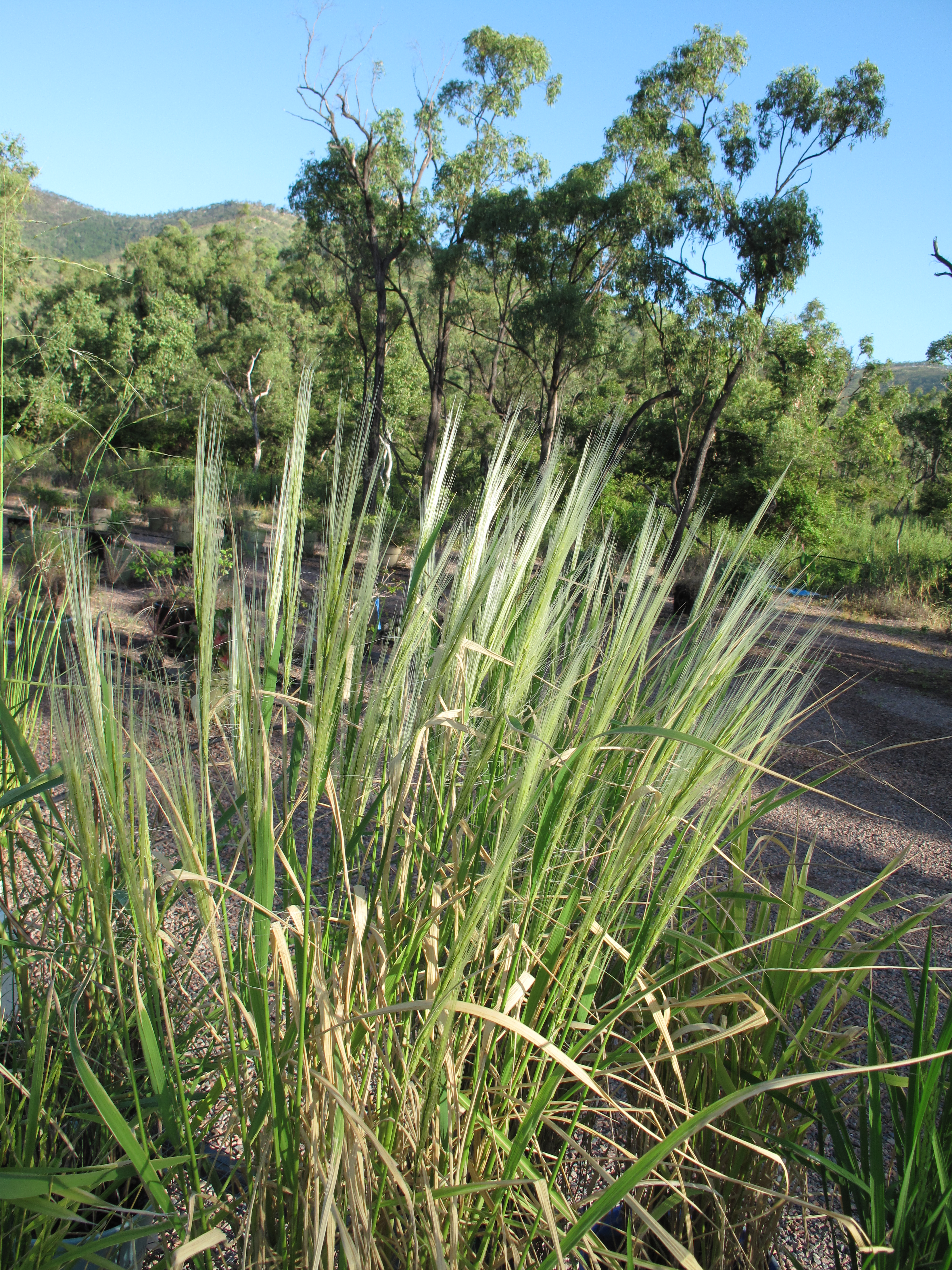
Oryza rufipogon

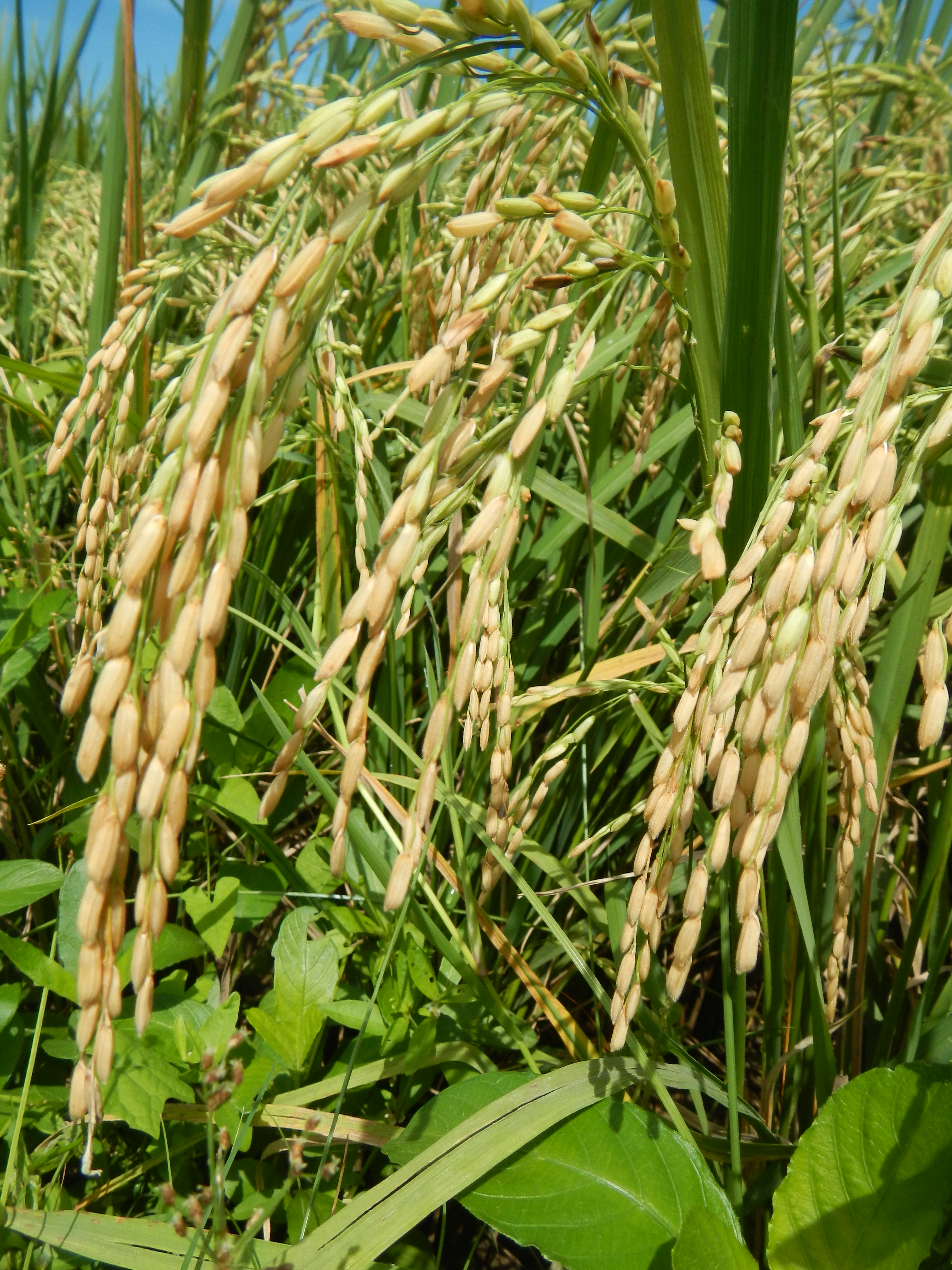
Oryza sativa

### Arten
Die Gattung umfasst 19 Arten:
- Oryza australiensis Domin: Sie kommt im nördlichen Australien vor.[2]
- Oryza barthii A.Chev.: Sie kommt im tropischen Afrika bis Botswana vor.[2] Aus dieser Art ging die in Westafrika kultivierte Art Oryza glaberrima hervor
- Oryza brachyantha A.Chev. & Roehr.: Sie kommt vom tropischen Westafrika bis zum Sudan und Sambia vor.[2]
- Oryza coarctata Roxb.: Sie kommt in Indien, Pakistan, Bangladesch und Myanmar vor.[2]
- Oryza eichingeri Peter (Syn.: Oryza rhizomatis  D.A.Vaughan): Sie kommt in Afrika und in Sri Lanka vor.[2]
- Oryza glaberrima Steud. – wird in Westafrika angebaut („afrikanischer Reis“). Sie kommt vom tropischen Westafrika bis zum Tschad vor.[2]
- Oryza grandiglumis (Döll) Prodoehl: Sie kommt im südlichen tropischen Amerika vor.[2]
- Oryza latifolia Desv.: Sie kommt von Mexiko bis ins tropische Amerika vor.[2]
- Oryza longiglumis Jansen: Sie kommt in Neuguinea vor.[2]
- Oryza longistaminata A.Chev. & Roehr.: Sie kommt im tropischen und südlichen Afrika und in Madagaskar vor.[2]
- Oryza meyeriana (Zoll. & Moritzi) Baill.: Sie kommt im tropischen und subtropischen Asien vor.[2]
- Oryza minuta J.Presl: Sie kommt im tropischen Asien vor.[2]
- Oryza neocaledonica Morat: Sie kommt in Neukaledonien vor.[2]
- Oryza officinalis Wall. ex Watt: Sie kommt vom tropischen Asien bis ins südliche China und ins nördliche Australien vor.[2]
- Oryza punctata Kotschy ex Steud.: Sie kommt in Madagaskar und im tropischen und südlichen Afrika vor.[2]
- Oryza ridleyi Hook.f.: Sie kommt von Indochina bis Neuguinea vor.[2]
- Oryza rufipogon Griff. (Syn.: Oryza glumipatula Steud., Oryza meridionalis N.Q.Ng, Oryza nivara S.D.Sharma & Shastry): Ihre Heimat ist das tropische und subtropische Asien und das nördliche Australien.[2] Aus dieser Art ging die weltweit kultivierte Art Oryza sativa hervor.
- Oryza sativa L. – wird weltweit angebaut („asiatischer Reis“). Die Heimat ist China.[2] Weitere Informationen siehe unter Reis.
- Oryza schlechteri Pilg.: Sie kommt in Neuguinea vor.[2]

## Nachweise
1. 1 2 3 4 5 6  Shou-liang Chen, De-Zhu Li, Guanghua Zhu, Zhenlan Wu, Sheng-lian Lu, Liang Liu, Zheng-ping Wang, Bi-xing Sun, Zheng-de Zhu, Nianhe Xia, Liang-zhi Jia, Zhenhua Guo, Wenli Chen, Xiang Chen, Yang Guangyao, Sylvia M. Phillips, Chris Stapleton, Robert J. Soreng, Susan G. Aiken, Nikolai N. Tzvelev, Paul M. Peterson, Stephen A. Renvoize, Marina V. Olonova & Klaus Ammann: Poaceae in der Flora of China, Volume 22, S. 182 ff., Online
2. 1 2 3 4 5 6 7 8 9 10 11 12 13 14 15 16 17 18 19 20  Oryza. In: POWO = Plants of the World Online von Board of Trustees of the Royal Botanic Gardens, Kew: Kew Science, abgerufen am 30. Oktober 2016.